# DAYS (만화)
《DAYS》(데이즈)는 야스다 츠나요시의 일본의 만화다. 코단샤 발행의 소년 만화잡지 《주간 소년 매거진》에 2013년 21 · 22 합병호부터 2021년 8호까지 연재되었다.

## 개요
자전거 로드 레이스와 육상 경기를 다룬 연재 본 야스다 츠나요시의 축구 만화. 축구 명문 학교에 들어간 초심자가 거기서 얻은 동료에 동료로 인정 받으며 함께 성장하는 모습이 담겼다.
단행본의 대에는 1권에서는 야구 만화 「다이아몬드 A」의 작자인 테라시마 유우지, 2권에서는 농구 만화 「소라의 날개」의 작자인 히나타 타케시의 추천문이 전해졌다.
2015년 제39회 고단샤 만화상 소년 부문에 진출했다.
2016년 1월에 TV 애니메이션화가 발표되었다.
작자의 전작 「돌아보지마 너는(振り向くな君は)」과 세계관을 공유하고 있으며, 이 작품의 2년 후가 무대.

## 줄거리
중학교에서는 왕따였던 츠카모토 츠쿠시는 고교 입학 전에 동갑의 축구 천재 카자마 진과 우연히 알게 되어, 풋살의 권유를 받는다. 풋살 경기에 나왔던 츠카모토는 잘못대로 필사적으로 달리고 골을 허용. 그 후 카자마도 츠카모토와 같은 성적 고교학생이었음을 알 수 있다. 축구 초보 츠카모토가 축구 명문 고등학교에서 동료들과 함께 성장한다.

## 등장인물

### 주요인물
츠카모토 츠쿠시 (柄本 つくし)
성우 : 요시나가 타쿠토, 시바사키 노리코 (유년 시절)
카자마 진 (風間 陣)
성우 : 마츠오카 요시츠구

### 세이세키 고교
타치바나 사유리 (橘 小百合)
성우 : 사쿠라 아야네
미즈키 히사히토 (水樹 寿人)
성우 : 나미카와 다이스케
우스이 유우타 (臼井 雄太)
성우 : 사쿠라이 타카히로
키미시타 아츠시 (君下 敦)
성우 : 오노 다이스케
오오시바 키이치 (大柴 喜一)
성우 : 미야노 마모루
하이바라 지로 (灰原 二郎)
성우 : 시모노 히로
이노하라 스스무 (猪原 進)
성우 : 야스모토 히로키
쿠루스 히로유키 (来須 浩之)
성우 : 요시노 히로유키
니토베 테츠야 (新戸部 哲也)
성우 : 이시카와 카이토
시라토리 나오키 (白鳥 直樹)
성우 : 오카베 스즈네
나키진 쇼 (今帰仁 翔)
성우 : 토요나가 토시유키
사토 히데키 (佐藤 栄樹)
성우 : 코마츠 쇼헤이
스즈키 에이타 (鈴木 英太)
성우 : 테라시마 쥰타
고쿠보 미츠루 (国母 みつる)
성우 : 무라카미 유우야
하야세 타카노부 (速瀬 隆伸)
성우 : 하마노 다이키
카사하라 슌페이 (笠原 淳平)
성우 : 무로 겐키
우부키타 치카코 (生方 千加子)
성우 : 이세 마리야
나카자와 카즈토시 (中澤 勝利)
성우 : 코니시 카즈유키

### 사쿠라키 고교
인도 카오루 (犬童 かおる)
성우 : 세키 토모카즈
나루카미 슈지 (成神 蹴冶)
성우 : 하나에 나츠키
키사라기 타로 (如月 太狼)
성우 : 키지마 류이치
콘도 루카 (近藤 留夏)
성우 : 타케우치 에이시

### 세이칸 고교
히라 겐이치로 (平 源一郎)
성우 : 코바야시 유스케
히무라 마유미 (火村 まゆみ)
성우 : KENN
히구치 모토노리 (樋口 元典)
성우 : 다카구치 코우스케

### 케이오가와라 고교
마루오카 유지 (丸岡 勇二)
성우 : 콘도 타카유키
카이 타카후미 (甲斐 貴文)
성우 : 히루마 슌야

### 토우인 학원
호시나 타쿠미 (保科 拓己)
성우 : 나카무라 유이치
이스루기 아토무 (石動 亜土夢)
성우 : 오오사카 료타
우라 시즈카 (浦 静)
성우 : 타케우치 슌스케